# Ósmy multipleks naziemnej telewizji cyfrowej w Polsce
Ósmy multipleks naziemnej telewizji cyfrowej w Polsce (MUX 8) – jeden z multipleksów naziemnej telewizji cyfrowej nadawanych na terenie Polski. Oficjalne start ósmego multipleksu naziemnej telewizji cyfrowej nastąpił 1 sierpnia 2016 roku. 30 czerwca 2017 roku zasięg techniczny multipleksu przekroczył 95% populacji kraju. Multipleks emituje programy w standardzie DVB-T/MPEG-4 w jakości SD.
W odróżnieniu od pozostałych działających w Polsce MUX-ów 1, 2, 3, 4 i 6, które są nadawane na zakresie UHF z polaryzacją poziomą (H), MUX 8 nadaje na niższym zakresie VHF (w paśmie III; kanały 6-9 i 12), przy czym znaczna liczba nadajników nadaje z polaryzacją pionową (V); co może powodować konieczność zastosowania dodatkowej anteny przeznaczonej do odbioru tego zakresu. W Polsce na tym zakresie nadawane są także programy radiowe w technice cyfrowej DAB+.

## Historia

### Konkurs na operatora multipleksu (2013-2015)
Dzięki zwolnieniu przez telewizję analogową w lipcu 2013 roku częstotliwości z zakresu 174-230 MHz, tworzących tzw. ósmy multipleks naziemnej telewizji cyfrowej (MUX 8), postanowiono przeznaczyć do emisji telewizji cyfrowej w standardzie DVB-T. Pod koniec października 2013 roku firma Emitel zgłosiła się do Urzędu Komunikacji Elektronicznej z wnioskiem o dokonanie rezerwacji częstotliwości na tym multipleksie, dlatego w związku z tym UKE zaprosił 6 listopada 2013 roku wszystkich zainteresowanych częstotliwościami do wysyłania zgłoszeń do 19 listopada 2013 roku. 
Dokonane przez niżej wymienione podmioty zgłoszenie zainteresowania nie było równoznaczne ze złożeniem wniosku o rezerwację częstotliwości. Procedura ta służyła wyłącznie określeniu przez prezesa UKE wielkości zainteresowania. Na podstawie analizy stwierdzono konieczność przeprowadzenia konkursu na operatora częstotliwości. Pierwotnie UKE miało wyłonić operatora MUX 8 do końca czerwca 2014 roku, ponieważ zgodnie z prawem telekomunikacyjnym, termin zakończenia konkursu nie może być dłuższy niż 8 miesięcy od dnia wpłynięcia pierwszego wniosku o dokonanie rezerwacji częstotliwości. Według ówczesnej prezes UKE Magdaleny Gaj opóźnienie ogłoszenia konkursu na operatora MUX 8 wynikło z procesu uruchamiania nowych kanałów na MUX 1.
Od 6 do 19 listopada 2013 roku do UKE zgłosiło się 16 podmiotów zainteresowanych wykorzystaniem tych zasobów (poniżej wymieniono wszystkie oprócz wniosku od spółki Emitel):
- Agora S.A.
- Alvernia Studios sp. z o.o.
- BCAST sp. z o.o.
- Discovery Polska sp. z o.o.
- INFO-TV-FM sp. z o.o.
- ITI Neovision S.A.
- Kino Polska TV S.A.
- Michał Winnicki Entertainment
- Pressmedial sp. z o.o.
- RDF2 sp. z o.o.
- Telestar S.A.
- Telewizja Polska S.A.
- TVR sp. z o.o.
- TVS sp. z o.o.
- UPLINK Krzysztof Zagórski
- ZPR S.A.

Dodatkowo po terminie wyznaczonym przez prezesa UKE wpłynęły jeszcze zgłoszenia od następujących podmiotów:
- Platforma Mediowa Point Group S.A.
- Telewizja Puls sp. z o.o.

W czerwcu 2014 roku Krajowa Rada Radiofonii i Telewizji zaproponowała, aby w ramach MUX 8 nadawane były bezpłatnie wyłącznie programy Telewizji Polskiej w wysokiej rozdzielczości HD. 11 lipca 2014 roku prezes UKE rozpoczął postępowanie konsultacyjne dotyczące konkursu na rezerwację częstotliwości MUX 8 w sprawie projektów dokumentacji konkursowej. Początkowo konsultacje miały potrwać do 11 sierpnia 2014 roku, ale przedłużono je do 18 sierpnia 2014 roku. W tym czasie zainteresowani nadawcy wyrazili swój sprzeciw wobec wcześniejszego stanowiska KRRiT. Pod koniec września 2014 roku prezes UKE przesłał do KRRiT projekt dokumentacji konkursowej MUX 8 oraz zwrócił się z prośbą o przeanalizowanie nadesłanych w konsultacjach opinii i ponowne zajęcie stanowiska co do warunków uczestnictwa w konkursie i zawartości programowej. 
28 października 2014 roku KRRiT przesłała do UKE uchwałę określającą warunki uczestnictwa w konkursie na rezerwację częstotliwości MUX 8. Zgodnie z uchwałą w skład MUX 8 miały wejść 3 kanały w jakości SD albo 1 kanał w HD i 1 kanał w SD Telewizji Polskiej, które nie są nadawane na stałe w pozostałych multipleksach oraz 4 komercyjne kanały w jakości SD, na których rozpowszechnianie w multipleksie MUX 8 udzielona zostanie koncesja KRRiT. Zdecydowano, że wszystkie programy obecne w MUX 8 będą oferowane odbiorcom bezpłatnie. 20 listopada 2014 roku prezes UKE rozpoczął drugie postępowanie konsultacyjne dotyczące konkursu na rezerwację MUX 8 w sprawie projektów dokumentacji konkursowej, które trwało do 9 stycznia 2015 roku, choć początkowo miało trwać do 22 grudnia 2014 roku. 11 marca 2015 roku na stronie internetowej Urzędu Komunikacji Elektronicznej opublikowano stanowiska pierwszych i drugich konsultacji dotyczących konkursu na operatora MUX 8. 12 marca 2015 roku UKE ogłosił konkurs na operatora częstotliwości MUX 8 (zakres 174-230 MHz). Rezerwacja częstotliwości obowiązuje przez 15 lat od dnia doręczenia decyzji. Oferty można było składać do 29 kwietnia 2015 roku. 13 lipca 2015 roku ogłoszono wyniki konkursu, którego zwycięzcą został Emitel.

### Pierwszy konkurs na miejsce w VIII multipleksie (2015)
4 sierpnia 2015 roku w Monitorze Polskim ukazały się cztery ogłoszenia przewodniczącego KRRiT z dnia 24 lipca 2015 roku o możliwości uzyskania dziesięcioletnich koncesji na rozpowszechnianie programów telewizyjnych o charakterze uniwersalnym na MUX 8 w drodze konkursu. Termin do składania wniosków na podstawie ogłoszeń upłynął 18 września 2015 roku, do tego terminu wpłynęły 24 wnioski.
Wnioski o udzielenie koncesji na rozpowszechnianie programu o charakterze uniwersalnym, w którym co najmniej 30% tygodniowego czasu nadawania programu w godzinach 6.00-23.00 zajmą filmy fabularne, seriale i audycje rozrywkowe złożyły następujące podmioty:
- Cyfrowe Repozytorium Filmowe Sp. z.o.o.
- AETN Poland Sp. z.o.o.
- TV Spectrum Sp. z.o.o.
- TV Film Sp. z.o.o.
- Telewizja Polsat Sp. z.o.o.
- Telewizja Puls Sp. z.o.o.
- PTA Sp. z.o.o.

Wnioski o udzielenie koncesji na rozpowszechnianie programu o charakterze uniwersalnym, prezentującego aktualne wydarzenia z różnych stron Polski, a także zawierającego audycje poświęcone idei samorządności i funkcjonowaniu lokalnych społeczności, edukacji obywatelskiej oraz poświęcone różnorodnym działaniom na rzecz interesu publicznego w warunkach pluralizmu poglądów politycznych złożyły następujące podmioty:
- Superstacja Sp. z.o.o.
- Cable Television Natworks & Partners Sp. z.o.o.
- Radio Eska S.A.
- Discovery Polska Sp. z.o.o.
- TV Zone Sp. z.o.o.

Wnioski o udzielenie koncesji na rozpowszechnianie programu o charakterze uniwersalnym, promującego aktywny rozwój człowieka, zawierającego audycje poświęcone zdrowemu stylowi życia, rozwojowi zawodowemu i społecznemu człowieka, a także popularyzującego aktywność fizyczną złożyły następujące podmioty:
- Cyfrowe Repozytorium Filmowe Sp. z.o.o.
- TV Spectrum Sp. z.o.o.
- Telewizja Polsat Sp. z.o.o.
- Discovery Polska Sp. z.o.o.
- Scripps Networks Polska Sp. z.o.o.
- Telewizja Puls Sp. z.o.o.
- Green Content Sp. z.o.o.

Wnioski o udzielenie koncesji na rozpowszechnianie programu o charakterze uniwersalnym, poświęconego rozwojowi społeczeństwa, gospodarki, kultury i przemianom obyczajowym we współczesnych warunkach szybkiego rozwoju technicznego i technologicznego złożyły następujące podmioty:
- Eska TV S.A.
- Telewizja Polsat Sp. z.o.o.
- Discovery Polska Sp. z.o.o.
- WP1 Sp. z.o.o.
- Joy Media Sp. z.o.o.

5 listopada 2015 roku KRRiT przyznała koncesje czterem podmiotom:
Koncesję na rozpowszechnianie programu o charakterze uniwersalnym, w którym co najmniej 30% tygodniowego czasu nadawania programu w godzinach 6.00-23.00 zajmą filmy fabularne, seriale i audycje rozrywkowe przyznano:
- TV# (TV Spectrum Sp. z.o.o.)

Koncesję na rozpowszechnianie programu o charakterze uniwersalnym, prezentującego aktualne wydarzenia z różnych stron Polski, a także zawierającego audycje poświęcone idei samorządności i funkcjonowaniu lokalnych społeczności, edukacji obywatelskiej oraz poświęcone różnorodnym działaniom na rzecz interesu publicznego w warunkach pluralizmu poglądów politycznych przyznano:
- Zoom TV (Cable Television Natworks & Partners Sp. z.o.o.)

Koncesję na rozpowszechnianie programu o charakterze uniwersalnym, promującego aktywny rozwój człowieka, zawierającego audycje poświęcone zdrowemu stylowi życia, rozwojowi zawodowemu i społecznemu człowieka, a także popularyzującego aktywność fizyczną przyznano:
- Kiwi TV (Green Content Sp. z o.o.)

Koncesję na rozpowszechnianie programu o charakterze uniwersalnym, poświęconego rozwojowi społeczeństwa, gospodarki, kultury i przemianom obyczajowym we współczesnych warunkach szybkiego rozwoju technicznego i technologicznego przyznano:
- WP1 (WP1 Sp. z o.o.)

Kanał TV# po otrzymaniu koncesji zmienił nazwę na Nowa TV pod koniec stycznia 2016 roku. W marcu 2017 roku spółka Agora złożyła wniosek do KRRiT o zmianę nazwy z Kiwi TV na Metro.

### Uruchomienie multipleksu (2016-2017)
18 stycznia 2016 roku Emitel uruchomił emisję testową sygnału MUX 8 na terenie Aglomeracji Warszawskiej. Emisja ta prowadzona była na kanale 7 z Pałacu Kultury i Nauki w Warszawie (RTCN Warszawa/PKiN, moc sygnału: 2 kW ERP, polaryzacja pozioma). Test został zakończony 22 czerwca 2016 roku. Emisja miała na celu ocenę przygotowania gospodarstw domowych do odbioru multipleksu ósmego naziemnej telewizji cyfrowej DVB-T, który będzie nadawany w pasmie VHF. Pozwoliło to również na przygotowanie sprzedawców i instalatorów odbiorczych systemów antenowych do zapewnienia odpowiedniego sprzętu i usług niezbędnych do dostosowania anten, w przypadku, gdy obecna antena nie pozwalała na odbiór tego sygnału. W multipleksie nadawana była plansza z kolorowymi pasami, bez dźwięku.
1 sierpnia 2016 roku Emitel rozpoczął wdrażanie pierwszego etapu uruchomienia emisji sygnału multipleksu ósmego naziemnej telewizji cyfrowej. Początkowo nadawano jedynie plansze kontrolne, jednakże 10 października 2016 roku cztery plansze kontrolne zostały zastąpione planszami z logami i zapowiedziami startu kanałów Metro TV, Zoom TV, Nowa TV i WP1. 25 października 2016 roku, w ramach drugiego etapu, uruchomione zostały kolejne 24 emisje MUX 8, dzięki czemu zasięg techniczny osiągnął około 70% populacji kraju. Tego samego dnia kanał Zoom TV rozpoczął nadawanie programu, natomiast 9 listopada 2016 roku uczynił to kanał Nowa TV. 2 grudnia 2016 roku rozpoczęły emisję kanały Metro i WP. Od 8 grudnia 2016 roku operator multipleksu, Emitel, wykorzystuje jeden z przekazów do emisji sygnału HbbTV zawierającego wiadomości, pogodę, EPG i transmisję ośmiu programów Polskiego Radia. Aplikacja ta, identyfikująca się jako EmiTV, jest umieszczona na pozycji LCN 99. Oferta programów radiowych została później rozbudowana o stacje prywatne nadające naziemnie w systemie analogowym. 2 stycznia 2017 roku Emitel wystartował trzeci etap wdrażania MUX 8. Uruchamianie nadajników MUX 8 zakończyło się 24 lipca 2017 roku, kiedy zasięg techniczny MUX 8 przekroczył 95% populacji kraju. Od tego dnia emisja MUX 8 jest prowadzona z 73 stacji nadawczych.

### KanałyTVPi HbbTV na MUX 8 (2018-2023)
7 grudnia 2018 roku na platformie hybrydowej telewizji naziemnej pojawiła się aplikacja Legia TV. Był to pierwszy tego typu projekt w Polsce, który był efektem współpracy klubu piłkarskiego Legia Warszawa z Emitelem – operatorem technicznym telewizji naziemnej w Polsce. W serwisie pojawiały się transmisje na żywo oraz inne interaktywne treści warszawskiego klubu. 
22 grudnia 2018 roku Telewizja Polska uruchomiła na ósmym multipleksie dwa kanały – TVP Sport HD i TVP Rozrywka. 22 marca 2020 roku pojawiły się pierwsze kanały internetowe TVP nadawane za pośrednictwem HbbTV. Jeden z nich, TVP eSzkoła, zawierał treści tworzone przy współpracy z Muzeum Powstania Warszawskiego, natomiast drugi, TVP eSzkoła Domowe Przedszkole, z bajkami i audycjami dla dzieci.
22 grudnia 2021 dokonano odświeżenia aplikacji EmiTV, w której obecnie dostępny jest program telewizyjny dla stacji dostępnych w naziemnej telewizji cyfrowej, a odtwarzacz stacji radiowych został przeniesiony do osobnej aplikacji EmiRadio, umieszczonej na pozycji LCN 98. 1 marca 2022 roku, w związku z inwazją Rosji na Ukrainę dokonaną 24 lutego 2022 roku, udostępniono w HbbTV pierwszy program ukraińskiej telewizji publicznej UA:Perszyj. 1 marca 2023 roku udostępniono w HbbTV usługę streamingową CDA Premium z filmami i serialami, a później 20 grudnia tego samego roku udostępniono usługę streamingową EWTN GO.

### Drugi konkurs na miejsce w VIII multipleksie (2023)
W nocy z 12 na 13 stycznia 2023 roku kanały TVP Kultura i TVP Kobieta zostały usunięte z MUX 8, ponieważ 3 stycznia 2023 roku te dwa kanały Telewizji Polskiej zostały udostępnione w eksperymentalnym MUX DVB-T2, który 1 lutego 2023 roku został przekształcony w stały MUX 6. Osobno, 11 stycznia 2023 roku w MUX 3 pojawiły się trzy wirtualne kanały: TVP ABC 2, TVP Historia 2 i TVP Kultura 2, do których odbioru potrzebne są łącze internetowe i sprzęt z włączoną obsługą HbbTV.
W związku ze zwolnieniem miejsc w MUX 8 przez TVP przewodniczący KRRiT Maciej Świrski zdecydował się rozpocząć nieformalne konsultacje w sprawie przyszłego konkursu dotyczącego ósmego multipleksu z zainteresowanymi podmiotami. W czasie trwania konsultacji zgłoszono aż 14 propozycji kanałów telewizyjnych.
7 kwietnia 2023 roku UKE zmienił decyzję rezerwacyjną MUX 8, która pozwala obecnie KRRiT przeprowadzić konkurs dotyczący wolnych miejsc na tym multipleksie. 17 maja 2023 roku opublikowano w Monitorze Polskim ogłoszenie KRRiT z 28 kwietnia 2023 roku dotyczące konkursu na trzy wyspecjalizowane kanały w standardowej rozdzielczości obrazu. Wnioski mogły być składane przez nadawców w ciągu 45 dni od dnia opublikowania ogłoszenia. O miejsca zgłosili się:
- W24 (Telewizja Polsat)
- Red Carpet TV (Red Carpet Media Group)
- RedTOP TV (Red Carpet Media Group)

Spośród tych wszystkich trzech wniosków tylko wniosek Polsatu był poprawnie złożonym wnioskiem, gdzie pozostałe wnioski od Red Carpet zostały pozostawione bez rozpatrzenia przez KRRiT, gdyż nadawca wnioskował o rozszerzenie obecnych koncesji istniejących już kanałów, a w konkursie można było tylko wystartować z nowymi stacjami; przez co w związku z tym KRRiT ponowiła konkurs, lecz tylko na dwa wyspecjalizowane kanały, również w standardowej rozdzielczości obrazu. Wnioski mogły być składane przez nadawców w ciągu 45 dni od opublikowania ogłoszenia.
O miejsca w ponowionym konkursie zgłosił się wyłącznie nadawca Red Carpet Media Group z kanałami RCTV oraz CTV9. Po 3 miesiącach od ogłoszenia listy wnioskodawców, KRRiT przyznała koncesję dla kanału:
- CTV9 (Red Carpet Media Group) (obecnie ViDoc TV)

Kanał CTV9 ruszył 15 marca 2024 roku, natomiast miesiąc później (18 kwietnia 2024) zmienił nazwę na ViDoc TV.

### Trzeci konkurs na miejsce w VIII multipleksie (2024)
3 kwietnia 2024 roku opublikowano w Monitorze Polskim ogłoszenie KRRiT z 14 marca 2024 roku dotyczące konkursu na dwa wyspecjalizowane kanały w standardowej rozdzielczości obrazu. Wnioski mogły być składane przez nadawców w ciągu 45 dni od opublikowania ogłoszenia. Do konkursu zgłoszono następujące kanały (pisownia oryginalna):
- PTV (TV2 Média Csoport Zártkörűen Működő Részvénytársaság)
- Republika (Telewizja Republika S.A.)
- WPOLSCE24 (Fratria Sp. z o.o.)
- POLSKA24 (POLSKIE WOLNE MEDIA P.S.A.)

21 czerwca 2024 roku KRRiT przyznała koncesję dla kanałów:
- Republika (Telewizja Republika S.A.)
- WPOLSCE24 (Fratria Sp. z o.o.)

Przewodniczący Krajowej Rady Radiofonii i Telewizji (KRRiT) Maciej Świrski w momencie przyznania koncesji na nadawanie nadał jej wtedy rygor natychmiastowej wykonalności decyzji. 28 czerwca 2024 roku Republika rozpoczęła nadawanie planszy testowej, natomiast właściwa emisja ruszyła 12 lipca o godzinie 16:00. 25 lipca 2024 roku kanał wPolsce24 rozpoczął nadawanie planszy testowej, a 2 września 2024 roku o 7:00 nastąpiła właściwa emisja programu.
7 lipca 2024 roku Grupa MWE Networks, do której należy spółka POLSKIE WOLNE MEDIA P.S.A. (POLSKA24) złożyła wniosek odwoławczy do sądu od decyzji Krajowej Rady Radiofonii i Telewizji w sprawie trzeciego konkursu na miejsce na multipleksie 8 naziemnej telewizji cyfrowej o przyznaniu koncesji naziemnych dla stacji telewizyjnych Republika i wPolsce24, zarzucając regulatorowi brak równego traktowania i bezstronności. Wojewódzki Sąd Administracyjny (WSA) rozpatrujący to odwołanie na rozprawie w dniu 26 marca 2025 roku uchylił decyzję Krajowej Rady Radiofonii i Telewizji (KRRiT) o rygorze natychmiastowej wykonalności i wyznaczył wydanie wyroku w sprawie odwołania spółki Polskie Wolne Media na 9 kwietnia 2025 roku. 9 kwietnia 2025 roku Wojewódzki Sąd Administracyjny (WSA) uchylił decyzję Krajowej Rady Radiofonii i Telewizji (KRRiT) o przyznaniu koncesji dla stacji telewizyjnych Republika (Telewizja Republika S.A.) i wPolsce24 (Fratria Sp. z o.o.) w dniu 21 czerwca 2024 roku i o odmowie udzielenia koncesji kanałowi Polska24 należącym spółki Polskie Wolne Media P.S.A. tym samym uwzględniając odwołanie spółki w tej sprawie. Wyrok nie jest prawomocny, przysługuje odwołanie do Naczelnego Sądu Administracyjnego (NSA). W tym samym dniu w reakcji na wyrok WSA przewodniczący Krajowej Rady Radiofonii i Telewizji (KRRiT) Maciej Świrski w wydanym oświadczeniu poinformował o decyzji o odwołaniu się regulatora od decyzji sądu do Naczelnego Sądu Administracyjnego (NSA) w sprawie koncesji naziemnej dla TV Republika i wPolsce24 oraz o dalszej ważności koncesji naziemnej dla obu tych stacji telewizyjnych w związku z nieprawomocnością wyroku do czasu prawomocnego zakończenia postępowania oraz jego zdaniem zgodności z prawem decyzji w sprawie koncesji.

### Od 2024 roku
15 maja 2024 roku udostępniono w HbbTV sklep internetowy Kapitan.pl, na którym są sprzedawane gadżety z produkcji Bartosza Walaszka – Kapitan Bomba i Egzorcysta. 12 lipca 2024 roku nadawanie rozpoczęła TV Republika, a 2 września 2024 roku telewizja wPolsce24.
13 stycznia 2025 roku zakończono emisję aplikacji Legia TV na multipleksie, z kolei 24 stycznia tego samego roku zakończono emisję kanału UA Perszyj, a następnie 1 marca zakończono emisję aplikacji EWTN GO.
14 lutego 2025 roku, bez wcześniejszych zapowiedzi, przerwano emisję kanału ViDoc TV na multipleksie.

#### Zmiana standardu nadawania na DVB-T2/HEVC
18 grudnia 2023 roku spółka Emitel, będąca operatorem multipleksu 8, złożyła wniosek do Urzędu Komunikacji Elektronicznej (UKE) o zmianę standardu nadawania z DVB-T na DVB-T2/HEVC. UKE wydał zgodę na początku października 2024 roku. Aby zmiana standardu była w pełni możliwa pod względem formalno-prawnym, każdy z nadawców musi wystąpić do KRRiT z wnioskiem o zmianę zapisów ich koncesji dotyczących standardu emisji (obecnie to zapisy o standardowej rozdzielczości obrazu i systemie DVB-T). Po spełnieniu tego warunku spółka Emitel będzie mogła przystąpić do dalszych działań.
Jeszcze w październiku 2024 roku spółka TV Spektrum wystąpiła do KRRiT o przedłużenie koncesji dla Nowej TV na kolejne 10 lat, a w listopadzie taki wniosek złożył także nadawca Telewizji WP. W grudniu 2024 roku spółka Kino Polska TV S.A. jako nadawca Zoom TV poinformowała w komunikacie giełdowym, że nie będzie starać się o przedłużenie koncesji na nadawanie naziemne Zoom TV i tym samym stacja zakończy nadawanie naziemne najpóźniej w grudniu 2025 roku przy równoczesnym dalszym nadawaniu satelitarno-kablowym. W tym samym miesiącu koncesji nie przedłużyła również stacja telewizyjna Metro, należąca do koncernu medialnego Warner Bros. Discovery, i tym samym również zakończy nadawanie naziemne najpóźniej w grudniu 2025 roku. Na początku kwietnia 2025 roku Krajowa Rada Radiofonii i Telewizji (KRRiT) podjęła uchwałę dla koncesji stacji telewizyjnych nadających na MUX-8 (TV Republika, wPolsce24, Nowa TV, WP, ViDoc TV) o zmianach w ich koncesjach naziemnych z DVB-T i SD na DVB-T2/HEVC i HD.

### Czwarty konkurs na miejsce w VIII multipleksie (2025)
W związku z niewydłużeniem koncesji dla kanałów Metro i Zoom TV przez ich nadawców, których koncesje wygasną 28 grudnia 2025 roku, 15 maja tego samego roku opublikowano w Monitorze Polskim ogłoszenie KRRiT z 5 maja 2025 roku dotyczące konkursu na dwa kanały o charakterze uniwersalnym bądź wyspecjalizowanym. Wnioski mogły być składane przez nadawców w ciągu 45 dni od opublikowania ogłoszenia.
Do konkursu zgłosił się wyłącznie nadawca Telewizja Republika S.A. z kanałem Republika 2.

## Skład multipleksu
Stan na 1 marca 2025 roku.

### Programy telewizyjne
| LCN | Nazwa kanału | Logo | Nadawca                    | Start                                                                                  | Format obrazu |
| --- | ------------ | ---- | -------------------------- | -------------------------------------------------------------------------------------- | ------------- |
| 38  | Metro        |      | TVN Warner Bros. Discovery | 2 grudnia 2016, godz. 6:00                                                             | 16:9 SDTV     |
| 39  | Zoom TV      |      | Kino Polska TV S.A.        | 25 października 2016, godz. 20:07                                                      | 16:9 SDTV     |
| 40  | Nowa TV      |      | Telewizja Polsat           | 9 listopada 2016, godz. 6:00                                                           | 16:9 SDTV     |
| 41  | WP           |      | Wirtualna Polska Holding   | 2 grudnia 2016, godz. 16:50                                                            | 16:9 SDTV     |
| 51  | Republika    |      | Telewizja Republika S.A.   | 28 czerwca 2024 (włączenie planszy testowej) 12 lipca 2024, godz. 16:00 (start emisji) | 16:9 SDTV     |
| 52  | wPolsce24    |      | Fratria sp. z o.o.         | 25 lipca 2024 (włączenie planszy testowej) 2 września 2024, godz. 7:00 (start emisji)  | 16:9 SDTV     |

### Programy internetowe (HbbTV)
| LCN | Nazwa kanału     | Logo | Nadawca       | Charakter przekazu | Start               |
| --- | ---------------- | ---- | ------------- | ------------------ | ------------------- |
| 86  | CDA Premium      |      | CDA SA/Emitel | aplikacja          | 1 marca 2023        |
| 87  | Sklep Kapitan.pl |      | CDA SA        | aplikacja          | 15 maja 2024        |
| 95  | test 95          |      | Emitel        | plansza kontrolna  | 24 stycznia 2025    |
| 96  | test 96          |      | Emitel        | plansza kontrolna  | ?                   |
| 97  | test 97          |      | Emitel        | plansza kontrolna  | ?                   |
| 98  | EmiRadio         |      | Emitel        | aplikacja          | 22 grudnia 2021     |
| 99  | EmiTV            |      | Emitel        | aplikacja          | 8 grudnia 2016      |
| 211 | test 211         |      | Emitel        | plansza kontrolna  | 2 października 2024 |
| 212 | test 212         |      | Emitel        | plansza kontrolna  | 2 października 2024 |
| 213 | test 213         |      | Emitel        | plansza kontrolna  | 2 października 2024 |
| 214 | test 214         |      | Emitel        | plansza kontrolna  | 2 października 2024 |
| 215 | test 215         |      | Emitel        | plansza kontrolna  | 2 października 2024 |

## Harmonogram uruchomień
Uruchomienie multipleksu ósmego odbywało się w trzech etapach:
| Etapy wdrażania multipleksu | Harmonogram                                                  | Realizacja | Stan realizacji |
| --------------------------- | ------------------------------------------------------------ | --- | --------------- |
| Etap 1                      | 1 sierpnia 2016 (pokrycie ponad 40%)                         | Gdańsk, Katowice, Kraków, Łódź, Rzeszów, Warszawa, Wrocław | zrealizowano    |
| Etap 2                      | 25 października 2016 do 30 grudnia 2016 (pokrycie ponad 90%) | Białogard, Bieszczady, Bogatynia, Bydgoszcz, Chruszczewka, Ciechanów, Częstochowa, Dęblin, Dobromierz, Elbląg, Głobikowa, Giżycko, Gniezno, Iława, Jelenia Góra, Kalisz, Kielce, Kłodzko, Kobyla Góra, Konin, Koszalin, Lębork, Lublin/Piaski, Łomża, Ostrołęka, Olsztyn, Płock, Poznań, Przemyśl, Przysucha, Rabka, Radom, Siedlce, Skierniewice, Suwałki, Szczecin, Szymbark, Śrem, Tarnów, Trzebnica, Wałbrzych, Wisła, Włocławek, Wysoka, Zamość, Zielona Góra, Żagań | zrealizowano    |
| Etap 3                      | 2 stycznia 2017 do 24 lipca 2017 (pokrycie 95%)              | Białystok, Cieszyn, Człuchów, Czyże, Głogów, Gorlice, Grzywacz, Kamieńsk, Leżajsk, Lublin/Boży Dar, Miechów, Oborniki Wlkp., Piła, Płock, Poznań/AE, Siedlce, Szczawnica, Tarnobrzeg, Toruń, Zduny, Zakopane | zrealizowano    |

## Zmiany w składzie multipleksu

### VIII multipleks telewizyjny od 25 października 2016[29]
| LCN | Nazwa kanału | Nadawca                              |
| --- | ------------ | ------------------------------------ |
| 39  | Zoom TV      | Cable Television Networks & Partners |

### VIII multipleks telewizyjny od 9 listopada 2016[30]
| LCN | Nazwa kanału | Nadawca                              |
| --- | ------------ | ------------------------------------ |
| 39  | Zoom TV      | Cable Television Networks & Partners |
| 40  | Nowa TV      | TV Spektrum Sp. z o.o. (ZPR Media)   |

### VIII multipleks telewizyjny od 2 grudnia 2016[31][32]
| LCN | Nazwa kanału | Nadawca                                      |
| --- | ------------ | -------------------------------------------- |
| 38  | Metro        | Green Content Sp. z o.o. (Agora i Discovery) |
| 39  | Zoom TV      | Cable Television Networks & Partners         |
| 40  | Nowa TV      | TV Spektrum Sp. z o.o. (ZPR Media)           |
| 41  | WP           | Wirtualna Polska Holding                     |

### VIII multipleks telewizyjny od 8 grudnia 2016[34]
Programy telewizyjne
| LCN | Nazwa kanału | Nadawca                              |
| --- | ------------ | ------------------------------------ |
| 38  | Metro        | Green Content Sp. z o.o. (Discovery) |
| 39  | Zoom TV      | Cable Television Networks & Partners |
| 40  | Nowa TV      | TV Spektrum Sp. z o.o. (ZPR Media)   |
| 41  | WP           | Wirtualna Polska Holding             |

Programy internetowe (HbbTV)
| LCN | Nazwa kanału | Nadawca | Charakter przekazu |
| --- | ------------ | ------- | ------------------ |
| 99  | EmiTV        | Emitel  | aplikacja          |

### VIII multipleks telewizyjny od 7 grudnia 2018[37]
Programy telewizyjne
| LCN | Nazwa kanału | Nadawca                      |
| --- | ------------ | ---------------------------- |
| 38  | Metro        | TVN Grupa Discovery          |
| 39  | Zoom TV      | Kino Polska TV SA            |
| 40  | Nowa TV      | ZPR Media i Telewizja Polsat |
| 41  | WP           | Wirtualna Polska Holding     |

Programy internetowe (HbbTV)
| LCN | Nazwa kanału | Nadawca               | Charakter przekazu |
| --- | ------------ | --------------------- | ------------------ |
| 89  | Legia TV     | Legia Warszawa/Emitel | aplikacja          |
| 99  | EmiTV        | Emitel                | aplikacja          |

### VIII multipleks telewizyjny od 22 grudnia 2018[38]
Programy telewizyjne
| LCN | Nazwa kanału | Nadawca                      |
| --- | ------------ | ---------------------------- |
| 36  | TVP Sport HD | Telewizja Polska             |
| 37  | TVP Rozrywka | Telewizja Polska             |
| 38  | Metro        | TVN Grupa Discovery          |
| 39  | Zoom TV      | Kino Polska TV SA            |
| 40  | Nowa TV      | ZPR Media i Telewizja Polsat |
| 41  | WP           | Wirtualna Polska Holding     |

Programy internetowe (HbbTV)
| LCN | Nazwa kanału | Nadawca               | Charakter przekazu |
| --- | ------------ | --------------------- | ------------------ |
| 89  | Legia TV     | Legia Warszawa/Emitel | aplikacja          |
| 99  | EmiTV        | Emitel                | aplikacja          |

### VIII multipleks telewizyjny od 23 października 2019[94]
Programy telewizyjne
| LCN | Nazwa kanału   | Nadawca                      |
| --- | -------------- | ---------------------------- |
| 30  | TVP Kultura HD | Telewizja Polska             |
| 37  | TVP Rozrywka   | Telewizja Polska             |
| 38  | Metro          | TVN Grupa Discovery          |
| 39  | Zoom TV        | Kino Polska TV SA            |
| 40  | Nowa TV        | ZPR Media i Telewizja Polsat |
| 41  | WP             | Wirtualna Polska Holding     |

Programy internetowe (HbbTV)
| LCN | Nazwa kanału | Nadawca               | Charakter przekazu |
| --- | ------------ | --------------------- | ------------------ |
| 89  | Legia TV     | Legia Warszawa/Emitel | aplikacja          |
| 99  | EmiTV        | Emitel                | aplikacja          |

### VIII multipleks telewizyjny od 22 marca 2020[39]
Programy telewizyjne
| LCN | Nazwa kanału   | Nadawca                      |
| --- | -------------- | ---------------------------- |
| 30  | TVP Kultura HD | Telewizja Polska             |
| 37  | TVP Rozrywka   | Telewizja Polska             |
| 38  | Metro          | TVN Grupa Discovery          |
| 39  | Zoom TV        | Kino Polska TV SA            |
| 40  | Nowa TV        | ZPR Media i Telewizja Polsat |
| 41  | WP             | Wirtualna Polska Holding     |

Programy internetowe (HbbTV)
| LCN | Nazwa kanału                   | Nadawca               | Charakter przekazu |
| --- | ------------------------------ | --------------------- | ------------------ |
| 89  | Legia TV                       | Legia Warszawa/Emitel | aplikacja          |
| 92  | TVP eSzkoła Domowe Przedszkole | Telewizja Polska      | kanał telewizyjny  |
| 93  | TVP eSzkoła                    | Telewizja Polska      | kanał telewizyjny  |
| 99  | EmiTV                          | Emitel                | aplikacja          |

### VIII multipleks telewizyjny od 2 kwietnia 2020[95]
Programy telewizyjne
| LCN | Nazwa kanału           | Nadawca                      |
| --- | ---------------------- | ---------------------------- |
| 30  | TVP Kultura HD         | Telewizja Polska             |
| 35  | TVP HD (nadawany w SD) | Telewizja Polska             |
| 38  | Metro                  | TVN Grupa Discovery          |
| 39  | Zoom TV                | Kino Polska TV SA            |
| 40  | Nowa TV                | ZPR Media i Telewizja Polsat |
| 41  | WP                     | Wirtualna Polska Holding     |

Programy internetowe (HbbTV)
| LCN | Nazwa kanału                   | Nadawca               | Charakter przekazu |
| --- | ------------------------------ | --------------------- | ------------------ |
| 89  | Legia TV                       | Legia Warszawa/Emitel | aplikacja          |
| 92  | TVP eSzkoła Domowe Przedszkole | Telewizja Polska      | kanał telewizyjny  |
| 93  | TVP eSzkoła                    | Telewizja Polska      | kanał telewizyjny  |
| 99  | EmiTV                          | Emitel                | aplikacja          |

### VIII multipleks telewizyjny od 9 czerwca 2020[96]
Programy telewizyjne
| LCN | Nazwa kanału   | Nadawca                      |
| --- | -------------- | ---------------------------- |
| 30  | TVP Kultura HD | Telewizja Polska             |
| 37  | TVP Rozrywka   | Telewizja Polska             |
| 38  | Metro          | TVN Grupa Discovery          |
| 39  | Zoom TV        | Kino Polska TV SA            |
| 40  | Nowa TV        | ZPR Media i Telewizja Polsat |
| 41  | WP             | Wirtualna Polska Holding     |

Programy internetowe (HbbTV)
| LCN | Nazwa kanału                   | Nadawca               | Charakter przekazu |
| --- | ------------------------------ | --------------------- | ------------------ |
| 89  | Legia TV                       | Legia Warszawa/Emitel | aplikacja          |
| 92  | TVP eSzkoła Domowe Przedszkole | Telewizja Polska      | kanał telewizyjny  |
| 93  | TVP eSzkoła                    | Telewizja Polska      | kanał telewizyjny  |
| 99  | EmiTV                          | Emitel                | aplikacja          |

### VIII multipleks telewizyjny od 26 czerwca 2020[97]
Programy telewizyjne
| LCN | Nazwa kanału   | Nadawca                      |
| --- | -------------- | ---------------------------- |
| 30  | TVP Kultura HD | Telewizja Polska             |
| 37  | TVP Rozrywka   | Telewizja Polska             |
| 38  | Metro          | TVN Grupa Discovery          |
| 39  | Zoom TV        | Kino Polska TV SA            |
| 40  | Nowa TV        | ZPR Media i Telewizja Polsat |
| 41  | WP             | Wirtualna Polska Holding     |

Programy internetowe (HbbTV)
| LCN | Nazwa kanału                   | Nadawca               | Charakter przekazu |
| --- | ------------------------------ | --------------------- | ------------------ |
| 89  | Legia TV                       | Legia Warszawa/Emitel | aplikacja          |
| 92  | TVP eSzkoła Domowe Przedszkole | Telewizja Polska      | kanał telewizyjny  |
| 93  | TVP eSzkoła                    | Telewizja Polska      | kanał telewizyjny  |
| 94  | TVP Kultura 2                  | Telewizja Polska      | kanał telewizyjny  |
| 99  | EmiTV                          | Emitel                | aplikacja          |

### VIII multipleks telewizyjny od 1 marca 2021[98]
Programy telewizyjne
| LCN | Nazwa kanału   | Nadawca                  |
| --- | -------------- | ------------------------ |
| 30  | TVP Kultura HD | Telewizja Polska         |
| 37  | TVP Rozrywka   | Telewizja Polska         |
| 38  | Metro          | TVN Grupa Discovery      |
| 39  | Zoom TV        | Kino Polska TV SA        |
| 40  | Nowa TV        | Telewizja Polsat         |
| 41  | WP             | Wirtualna Polska Holding |

Programy internetowe (HbbTV)
| LCN | Nazwa kanału                   | Nadawca               | Charakter przekazu |
| --- | ------------------------------ | --------------------- | ------------------ |
| 89  | Legia TV                       | Legia Warszawa/Emitel | aplikacja          |
| 92  | TVP eSzkoła Domowe Przedszkole | Telewizja Polska      | kanał telewizyjny  |
| 93  | TVP Historia 2                 | Telewizja Polska      | kanał telewizyjny  |
| 94  | TVP Kultura 2                  | Telewizja Polska      | kanał telewizyjny  |
| 99  | EmiTV                          | Emitel                | aplikacja          |

### VIII multipleks telewizyjny od 8 marca 2021[99]
Programy telewizyjne
| LCN | Nazwa kanału   | Nadawca                  |
| --- | -------------- | ------------------------ |
| 30  | TVP Kultura HD | Telewizja Polska         |
| 35  | TVP Kobieta    | Telewizja Polska         |
| 38  | Metro          | TVN Grupa Discovery      |
| 39  | Zoom TV        | Kino Polska TV SA        |
| 40  | Nowa TV        | Telewizja Polsat         |
| 41  | WP             | Wirtualna Polska Holding |

Programy internetowe (HbbTV)
| LCN | Nazwa kanału                   | Nadawca               | Charakter przekazu |
| --- | ------------------------------ | --------------------- | ------------------ |
| 89  | Legia TV                       | Legia Warszawa/Emitel | aplikacja          |
| 92  | TVP eSzkoła Domowe Przedszkole | Telewizja Polska      | kanał telewizyjny  |
| 93  | TVP Historia 2                 | Telewizja Polska      | kanał telewizyjny  |
| 94  | TVP Kultura 2                  | Telewizja Polska      | kanał telewizyjny  |
| 99  | EmiTV                          | Emitel                | aplikacja          |

### VIII multipleks telewizyjny od 22 grudnia 2021[40]
Programy telewizyjne
| LCN | Nazwa kanału   | Nadawca                  |
| --- | -------------- | ------------------------ |
| 30  | TVP Kultura HD | Telewizja Polska         |
| 35  | TVP Kobieta    | Telewizja Polska         |
| 38  | Metro          | TVN Grupa Discovery      |
| 39  | Zoom TV        | Kino Polska TV SA        |
| 40  | Nowa TV        | Telewizja Polsat         |
| 41  | WP             | Wirtualna Polska Holding |

Programy internetowe (HbbTV)
| LCN | Nazwa kanału                   | Nadawca               | Charakter przekazu |
| --- | ------------------------------ | --------------------- | ------------------ |
| 89  | Legia TV                       | Legia Warszawa/Emitel | aplikacja          |
| 92  | TVP eSzkoła Domowe Przedszkole | Telewizja Polska      | kanał telewizyjny  |
| 93  | TVP Historia 2                 | Telewizja Polska      | kanał telewizyjny  |
| 94  | TVP Kultura 2                  | Telewizja Polska      | kanał telewizyjny  |
| 98  | EmiRadio                       | Emitel                | aplikacja          |
| 99  | EmiTV                          | Emitel                | aplikacja          |

### VIII multipleks telewizyjny od 15 lutego 2022[100]
Programy telewizyjne
| LCN | Nazwa kanału   | Nadawca                  |
| --- | -------------- | ------------------------ |
| 30  | TVP Kultura HD | Telewizja Polska         |
| 35  | TVP Kobieta    | Telewizja Polska         |
| 38  | Metro          | TVN Grupa Discovery      |
| 39  | Zoom TV        | Kino Polska TV SA        |
| 40  | Nowa TV        | Telewizja Polsat         |
| 41  | WP             | Wirtualna Polska Holding |

Programy internetowe (HbbTV)
| LCN | Nazwa kanału   | Nadawca               | Charakter przekazu |
| --- | -------------- | --------------------- | ------------------ |
| 89  | Legia TV       | Legia Warszawa/Emitel | aplikacja          |
| 92  | TVP ABC 2      | Telewizja Polska      | kanał telewizyjny  |
| 93  | TVP Historia 2 | Telewizja Polska      | kanał telewizyjny  |
| 94  | TVP Kultura 2  | Telewizja Polska      | kanał telewizyjny  |
| 98  | EmiRadio       | Emitel                | aplikacja          |
| 99  | EmiTV          | Emitel                | aplikacja          |

### VIII multipleks telewizyjny od 1 marca 2022[41]
Programy telewizyjne
| LCN | Nazwa kanału   | Nadawca                  |
| --- | -------------- | ------------------------ |
| 30  | TVP Kultura HD | Telewizja Polska         |
| 35  | TVP Kobieta    | Telewizja Polska         |
| 38  | Metro          | TVN Grupa Discovery      |
| 39  | Zoom TV        | Kino Polska TV SA        |
| 40  | Nowa TV        | Telewizja Polsat         |
| 41  | WP             | Wirtualna Polska Holding |

Programy internetowe (HbbTV)
| LCN | Nazwa kanału   | Nadawca               | Charakter przekazu |
| --- | -------------- | --------------------- | ------------------ |
| 89  | Legia TV       | Legia Warszawa/Emitel | aplikacja          |
| 92  | TVP ABC 2      | Telewizja Polska      | kanał telewizyjny  |
| 93  | TVP Historia 2 | Telewizja Polska      | kanał telewizyjny  |
| 94  | TVP Kultura 2  | Telewizja Polska      | kanał telewizyjny  |
| 95  | UA:Perszyj     | Suspilne              | kanał telewizyjny  |
| 98  | EmiRadio       | Emitel                | aplikacja          |
| 99  | EmiTV          | Emitel                | aplikacja          |

### VIII multipleks telewizyjny od 4 lipca 2022[101]
Programy telewizyjne
| LCN | Nazwa kanału | Nadawca                    |
| --- | ------------ | -------------------------- |
| 28  | TVP ABC      | Telewizja Polska           |
| 30  | TVP Kultura  | Telewizja Polska           |
| 35  | TVP Kobieta  | Telewizja Polska           |
| 38  | Metro        | TVN Warner Bros. Discovery |
| 39  | Zoom TV      | Kino Polska TV SA          |
| 40  | Nowa TV      | Telewizja Polsat           |
| 41  | WP           | Wirtualna Polska Holding   |

Programy internetowe (HbbTV)
| LCN | Nazwa kanału   | Nadawca               | Charakter przekazu |
| --- | -------------- | --------------------- | ------------------ |
| 89  | Legia TV       | Legia Warszawa/Emitel | aplikacja          |
| 92  | TVP ABC 2      | Telewizja Polska      | kanał telewizyjny  |
| 93  | TVP Historia 2 | Telewizja Polska      | kanał telewizyjny  |
| 94  | TVP Kultura 2  | Telewizja Polska      | kanał telewizyjny  |
| 95  | UA:Perszyj     | Suspilne              | kanał telewizyjny  |
| 98  | EmiRadio       | Emitel                | aplikacja          |
| 99  | EmiTV          | Emitel                | aplikacja          |

### VIII multipleks telewizyjny od 29 września 2022[102]
Programy telewizyjne
| LCN | Nazwa kanału   | Nadawca                    |
| --- | -------------- | -------------------------- |
| 30  | TVP Kultura HD | Telewizja Polska           |
| 35  | TVP Kobieta    | Telewizja Polska           |
| 38  | Metro          | TVN Warner Bros. Discovery |
| 39  | Zoom TV        | Kino Polska TV SA          |
| 40  | Nowa TV        | Telewizja Polsat           |
| 41  | WP             | Wirtualna Polska Holding   |

Programy internetowe (HbbTV)
| LCN | Nazwa kanału   | Nadawca               | Charakter przekazu |
| --- | -------------- | --------------------- | ------------------ |
| 89  | Legia TV       | Legia Warszawa/Emitel | aplikacja          |
| 92  | TVP ABC 2      | Telewizja Polska      | kanał telewizyjny  |
| 93  | TVP Historia 2 | Telewizja Polska      | kanał telewizyjny  |
| 94  | TVP Kultura 2  | Telewizja Polska      | kanał telewizyjny  |
| 95  | UA:Perszyj     | Suspilne              | kanał telewizyjny  |
| 98  | EmiRadio       | Emitel                | aplikacja          |
| 99  | EmiTV          | Emitel                | aplikacja          |

### VIII multipleks telewizyjny od 3 stycznia 2023[45]
Programy telewizyjne
| LCN | Nazwa kanału   | Nadawca                    |
| --- | -------------- | -------------------------- |
| 21  | TVP Kobieta    | Telewizja Polska           |
| 22  | TVP Kultura HD | Telewizja Polska           |
| 38  | Metro          | TVN Warner Bros. Discovery |
| 39  | Zoom TV        | Kino Polska TV SA          |
| 40  | Nowa TV        | Telewizja Polsat           |
| 41  | WP             | Wirtualna Polska Holding   |

Programy internetowe (HbbTV)
| LCN | Nazwa kanału   | Nadawca               | Charakter przekazu |
| --- | -------------- | --------------------- | ------------------ |
| 89  | Legia TV       | Legia Warszawa/Emitel | aplikacja          |
| 92  | TVP ABC 2      | Telewizja Polska      | kanał telewizyjny  |
| 93  | TVP Historia 2 | Telewizja Polska      | kanał telewizyjny  |
| 94  | TVP Kultura 2  | Telewizja Polska      | kanał telewizyjny  |
| 95  | UA:Perszyj     | Suspilne              | kanał telewizyjny  |
| 98  | EmiRadio       | Emitel                | aplikacja          |
| 99  | EmiTV          | Emitel                | aplikacja          |

### VIII multipleks telewizyjny od 11 stycznia 2023[103]
Programy telewizyjne
| LCN | Nazwa kanału   | Nadawca                    |
| --- | -------------- | -------------------------- |
| 21  | TVP Kobieta    | Telewizja Polska           |
| 22  | TVP Kultura HD | Telewizja Polska           |
| 38  | Metro          | TVN Warner Bros. Discovery |
| 39  | Zoom TV        | Kino Polska TV SA          |
| 40  | Nowa TV        | Telewizja Polsat           |
| 41  | WP             | Wirtualna Polska Holding   |

Programy internetowe (HbbTV)
| LCN | Nazwa kanału | Nadawca               | Charakter przekazu |
| --- | ------------ | --------------------- | ------------------ |
| 89  | Legia TV     | Legia Warszawa/Emitel | aplikacja          |
| 95  | UA:Perszyj   | Suspilne              | kanał telewizyjny  |
| 98  | EmiRadio     | Emitel                | aplikacja          |
| 99  | EmiTV        | Emitel                | aplikacja          |

### VIII multipleks telewizyjny od 13 stycznia 2023[104]
Programy telewizyjne
| LCN | Nazwa kanału | Nadawca                    |
| --- | ------------ | -------------------------- |
| 38  | Metro        | TVN Warner Bros. Discovery |
| 39  | Zoom TV      | Kino Polska TV SA          |
| 40  | Nowa TV      | Telewizja Polsat           |
| 41  | WP           | Wirtualna Polska Holding   |

Programy internetowe (HbbTV)
| LCN | Nazwa kanału | Nadawca               | Charakter przekazu |
| --- | ------------ | --------------------- | ------------------ |
| 89  | Legia TV     | Legia Warszawa/Emitel | aplikacja          |
| 95  | UA:Perszyj   | Suspilne              | kanał telewizyjny  |
| 98  | EmiRadio     | Emitel                | aplikacja          |
| 99  | EmiTV        | Emitel                | aplikacja          |

### VIII multipleks telewizyjny od 1 marca 2023[42]
Programy telewizyjne
| LCN | Nazwa kanału | Nadawca                    |
| --- | ------------ | -------------------------- |
| 38  | Metro        | TVN Warner Bros. Discovery |
| 39  | Zoom TV      | Kino Polska TV SA          |
| 40  | Nowa TV      | Telewizja Polsat           |
| 41  | WP           | Wirtualna Polska Holding   |

Programy internetowe (HbbTV)
| LCN | Nazwa kanału | Nadawca               | Charakter przekazu |
| --- | ------------ | --------------------- | ------------------ |
| 86  | CDA Premium  | CDA SA/Emitel         | aplikacja          |
| 89  | Legia TV     | Legia Warszawa/Emitel | aplikacja          |
| 95  | UA:Perszyj   | Suspilne              | kanał telewizyjny  |
| 98  | EmiRadio     | Emitel                | aplikacja          |
| 99  | EmiTV        | Emitel                | aplikacja          |

### VIII multipleks telewizyjny od 20 grudnia 2023[43]
Programy telewizyjne
| LCN | Nazwa kanału | Nadawca                    |
| --- | ------------ | -------------------------- |
| 38  | Metro        | TVN Warner Bros. Discovery |
| 39  | Zoom TV      | Kino Polska TV SA          |
| 40  | Nowa TV      | Telewizja Polsat           |
| 41  | WP           | Wirtualna Polska Holding   |

Programy internetowe (HbbTV)
| LCN | Nazwa kanału | Nadawca                          | Charakter przekazu |
| --- | ------------ | -------------------------------- | ------------------ |
| 86  | CDA Premium  | CDA SA/Emitel                    | aplikacja          |
| 89  | Legia TV     | Legia Warszawa/Emitel            | aplikacja          |
| 90  | EWTN GO      | Eternal World Television Network | aplikacja          |
| 95  | UA:Perszyj   | Suspilne                         | kanał telewizyjny  |
| 98  | EmiRadio     | Emitel                           | aplikacja          |
| 99  | EmiTV        | Emitel                           | aplikacja          |

### VIII multipleks telewizyjny od 15 marca 2024[105]
Programy telewizyjne
| LCN | Nazwa kanału | Nadawca                    |
| --- | ------------ | -------------------------- |
| 38  | Metro        | TVN Warner Bros. Discovery |
| 39  | Zoom TV      | Kino Polska TV SA          |
| 40  | Nowa TV      | Telewizja Polsat           |
| 41  | WP           | Wirtualna Polska Holding   |
| 50  | CTV9         | Red Carpet Media Group     |

Programy internetowe (HbbTV)
| LCN | Nazwa kanału | Nadawca                          | Charakter przekazu |
| --- | ------------ | -------------------------------- | ------------------ |
| 86  | CDA Premium  | CDA SA/Emitel                    | aplikacja          |
| 89  | Legia TV     | Legia Warszawa/Emitel            | aplikacja          |
| 90  | EWTN GO      | Eternal World Television Network | aplikacja          |
| 95  | UA:Perszyj   | Suspilne                         | kanał telewizyjny  |
| 98  | EmiRadio     | Emitel                           | aplikacja          |
| 99  | EmiTV        | Emitel                           | aplikacja          |

### VIII multipleks telewizyjny od 18 kwietnia 2024[57][106]
Programy telewizyjne
| LCN | Nazwa kanału | Nadawca                    |
| --- | ------------ | -------------------------- |
| 38  | Metro        | TVN Warner Bros. Discovery |
| 39  | Zoom TV      | Kino Polska TV SA          |
| 40  | Nowa TV      | Telewizja Polsat           |
| 41  | WP           | Wirtualna Polska Holding   |
| 50  | ViDoc TV     | Red Carpet Media Group     |

Programy internetowe (HbbTV)
| LCN | Nazwa kanału | Nadawca                          | Charakter przekazu |
| --- | ------------ | -------------------------------- | ------------------ |
| 86  | CDA Premium  | CDA SA/Emitel                    | aplikacja          |
| 89  | Legia TV     | Legia Warszawa/Emitel            | aplikacja          |
| 90  | EWTN GO      | Eternal World Television Network | aplikacja          |
| 95  | UA:Perszyj   | Suspilne                         | kanał telewizyjny  |
| 98  | EmiRadio     | Emitel                           | aplikacja          |
| 99  | EmiTV        | Emitel                           | aplikacja          |

### VIII multipleks telewizyjny od 15 maja 2024[74]
Programy telewizyjne
| LCN | Nazwa kanału | Nadawca                    |
| --- | ------------ | -------------------------- |
| 38  | Metro        | TVN Warner Bros. Discovery |
| 39  | Zoom TV      | Kino Polska TV SA          |
| 40  | Nowa TV      | Telewizja Polsat           |
| 41  | WP           | Wirtualna Polska Holding   |
| 50  | ViDoc TV     | Red Carpet Media Group     |

Programy internetowe (HbbTV)
| LCN | Nazwa kanału     | Nadawca                          | Charakter przekazu |
| --- | ---------------- | -------------------------------- | ------------------ |
| 86  | CDA Premium      | CDA SA/Emitel                    | aplikacja          |
| 87  | Sklep Kapitan.pl | CDA SA                           | aplikacja          |
| 89  | Legia TV         | Legia Warszawa/Emitel            | aplikacja          |
| 90  | EWTN GO          | Eternal World Television Network | aplikacja          |
| 95  | UA:Perszyj       | Suspilne                         | kanał telewizyjny  |
| 98  | EmiRadio         | Emitel                           | aplikacja          |
| 99  | EmiTV            | Emitel                           | aplikacja          |

### VIII multipleks telewizyjny od 28 czerwca 2024[63]
Programy telewizyjne
| LCN | Nazwa kanału | Nadawca                    |
| --- | ------------ | -------------------------- |
| 38  | Metro        | TVN Warner Bros. Discovery |
| 39  | Zoom TV      | Kino Polska TV SA          |
| 40  | Nowa TV      | Telewizja Polsat           |
| 41  | WP           | Wirtualna Polska Holding   |
| 50  | ViDoc TV     | Red Carpet Media Group     |
| 51  | Republika    | Telewizja Republika SA     |

Programy internetowe (HbbTV)
| LCN | Nazwa kanału     | Nadawca                          | Charakter przekazu |
| --- | ---------------- | -------------------------------- | ------------------ |
| 86  | CDA Premium      | CDA SA/Emitel                    | aplikacja          |
| 87  | Sklep Kapitan.pl | CDA SA                           | aplikacja          |
| 89  | Legia TV         | Legia Warszawa/Emitel            | aplikacja          |
| 90  | EWTN GO          | Eternal World Television Network | aplikacja          |
| 95  | UA:Perszyj       | Suspilne                         | kanał telewizyjny  |
| 98  | EmiRadio         | Emitel                           | aplikacja          |
| 99  | EmiTV            | Emitel                           | aplikacja          |

### VIII multipleks telewizyjny od 25 lipca 2024[65]
Programy telewizyjne
| LCN | Nazwa kanału | Nadawca                    |
| --- | ------------ | -------------------------- |
| 38  | Metro        | TVN Warner Bros. Discovery |
| 39  | Zoom TV      | Kino Polska TV SA          |
| 40  | Nowa TV      | Telewizja Polsat           |
| 41  | WP           | Wirtualna Polska Holding   |
| 50  | ViDoc TV     | Red Carpet Media Group     |
| 51  | Republika    | Telewizja Republika SA     |
| 52  | wPolsce24    | Fratria sp. z o.o.         |

Programy internetowe (HbbTV)
| LCN | Nazwa kanału     | Nadawca                          | Charakter przekazu |
| --- | ---------------- | -------------------------------- | ------------------ |
| 86  | CDA Premium      | CDA SA/Emitel                    | aplikacja          |
| 87  | Sklep Kapitan.pl | CDA SA                           | aplikacja          |
| 89  | Legia TV         | Legia Warszawa/Emitel            | aplikacja          |
| 90  | EWTN GO          | Eternal World Television Network | aplikacja          |
| 95  | UA:Perszyj       | Suspilne                         | kanał telewizyjny  |
| 98  | EmiRadio         | Emitel                           | aplikacja          |
| 99  | EmiTV            | Emitel                           | aplikacja          |

### VIII multipleks telewizyjny od 13 stycznia 2025[75]
Programy telewizyjne
| LCN | Nazwa kanału | Nadawca                    |
| --- | ------------ | -------------------------- |
| 38  | Metro        | TVN Warner Bros. Discovery |
| 39  | Zoom TV      | Kino Polska TV SA          |
| 40  | Nowa TV      | Telewizja Polsat           |
| 41  | WP           | Wirtualna Polska Holding   |
| 50  | ViDoc TV     | Red Carpet Media Group     |
| 51  | Republika    | Telewizja Republika SA     |
| 52  | wPolsce24    | Fratria sp. z o.o.         |

Programy internetowe (HbbTV)
| LCN | Nazwa kanału     | Nadawca                          | Charakter przekazu |
| --- | ---------------- | -------------------------------- | ------------------ |
| 86  | CDA Premium      | CDA SA/Emitel                    | aplikacja          |
| 87  | Sklep Kapitan.pl | CDA SA                           | aplikacja          |
| 90  | EWTN GO          | Eternal World Television Network | aplikacja          |
| 95  | UA:Perszyj       | Suspilne                         | kanał telewizyjny  |
| 98  | EmiRadio         | Emitel                           | aplikacja          |
| 99  | EmiTV            | Emitel                           | aplikacja          |

### VIII multipleks telewizyjny od 24 stycznia 2025[76]
Programy telewizyjne
| LCN | Nazwa kanału | Nadawca                    |
| --- | ------------ | -------------------------- |
| 38  | Metro        | TVN Warner Bros. Discovery |
| 39  | Zoom TV      | Kino Polska TV SA          |
| 40  | Nowa TV      | Telewizja Polsat           |
| 41  | WP           | Wirtualna Polska Holding   |
| 50  | ViDoc TV     | Red Carpet Media Group     |
| 51  | Republika    | Telewizja Republika SA     |
| 52  | wPolsce24    | Fratria sp. z o.o.         |

Programy internetowe (HbbTV)
| LCN | Nazwa kanału     | Nadawca                          | Charakter przekazu |
| --- | ---------------- | -------------------------------- | ------------------ |
| 86  | CDA Premium      | CDA SA/Emitel                    | aplikacja          |
| 87  | Sklep Kapitan.pl | CDA SA                           | aplikacja          |
| 90  | EWTN GO          | Eternal World Television Network | aplikacja          |
| 98  | EmiRadio         | Emitel                           | aplikacja          |
| 99  | EmiTV            | Emitel                           | aplikacja          |

### VIII multipleks telewizyjny od 14 lutego 2025[78][79]
Programy telewizyjne
| LCN | Nazwa kanału | Nadawca                    |
| --- | ------------ | -------------------------- |
| 38  | Metro        | TVN Warner Bros. Discovery |
| 39  | Zoom TV      | Kino Polska TV SA          |
| 40  | Nowa TV      | Telewizja Polsat           |
| 41  | WP           | Wirtualna Polska Holding   |
| 51  | Republika    | Telewizja Republika SA     |
| 52  | wPolsce24    | Fratria sp. z o.o.         |

Programy internetowe (HbbTV)
| LCN | Nazwa kanału     | Nadawca                          | Charakter przekazu |
| --- | ---------------- | -------------------------------- | ------------------ |
| 86  | CDA Premium      | CDA SA/Emitel                    | aplikacja          |
| 87  | Sklep Kapitan.pl | CDA SA                           | aplikacja          |
| 90  | EWTN GO          | Eternal World Television Network | aplikacja          |
| 98  | EmiRadio         | Emitel                           | aplikacja          |
| 99  | EmiTV            | Emitel                           | aplikacja          |

### VIII multipleks telewizyjny od 1 marca 2025[77]
Programy telewizyjne
| LCN | Nazwa kanału | Nadawca                    |
| --- | ------------ | -------------------------- |
| 38  | Metro        | TVN Warner Bros. Discovery |
| 39  | Zoom TV      | Kino Polska TV SA          |
| 40  | Nowa TV      | Telewizja Polsat           |
| 41  | WP           | Wirtualna Polska Holding   |
| 51  | Republika    | Telewizja Republika SA     |
| 52  | wPolsce24    | Fratria sp. z o.o.         |

Programy internetowe (HbbTV)
| LCN | Nazwa kanału     | Nadawca       | Charakter przekazu |
| --- | ---------------- | ------------- | ------------------ |
| 86  | CDA Premium      | CDA SA/Emitel | aplikacja          |
| 87  | Sklep Kapitan.pl | CDA SA        | aplikacja          |
| 98  | EmiRadio         | Emitel        | aplikacja          |
| 99  | EmiTV            | Emitel        | aplikacja          |

## Lista nadajników
| Województwo         | Typ obiektu | Nazwa obiektu                | Częstotliwość (MHz) | Kanał | Charakterystyka promieniowania | Polaryzacja | Moc (kW) | Data uruchomienia nadajnika |
| ------------------- | ----------- | ---------------------------- | ------------------- | ----- | ------------------------------ | ----------- | -------- | --------------------------- |
| dolnośląskie        | RTCN        | Wrocław/Ślęża                | 184,5 MHz           | 6     | kierunkowa (D)                 | pionowa (V) | 16 kW    | 1 sierpnia 2016             |
| dolnośląskie        | RTON        | Jelenia Góra/Śnieżne Kotły   | 184,5 MHz           | 6     | kierunkowa (D)                 | pionowa (V) | 8 kW     | 25 października 2016        |
| dolnośląskie        | TON         | Głogów/Jakubów               | 198,5 MHz           | 8     | kierunkowa (D)                 | pionowa (V) | 2 kW     | 28 czerwca 2017             |
| dolnośląskie        | RON         | Trzebnica/Góra Farna         | 184,5 MHz           | 6     | kierunkowa (D)                 | pionowa (V) | 2 kW     | 25 października 2016        |
| dolnośląskie        | RTON        | Kłodzko/Czarna Góra          | 184,5 MHz           | 6     | kierunkowa (D)                 | pionowa (V) | 0,5 kW   | 25 października 2016        |
| dolnośląskie        | RTON        | Wałbrzych/Chełmiec           | 184,5 MHz           | 6     | kierunkowa (D)                 | pionowa (V) | 0,3 kW   | 25 października 2016        |
| dolnośląskie        | TSR         | Bogatynia/Góra Wysoka        | 184,5 MHz           | 6     | kierunkowa (D)                 | pozioma (H) | 0,2 kW   | 25 października 2016        |
| kujawsko-pomorskie  | RTCN        | Bydgoszcz/Trzeciewiec        | 198,5 MHz           | 8     | kierunkowa (D)                 | pozioma (H) | 20 kW    | 23 grudnia 2016             |
| kujawsko-pomorskie  | TON         | Toruń/Grębocin Cergia        | 198,5 MHz           | 8     | kierunkowa (D)                 | pozioma (H) | 15 kW    | 23 czerwca 2017             |
| kujawsko-pomorskie  | TSR         | Włocławek/Plac Wolności      | 226,5 MHz           | 12    | kierunkowa (D)                 | pionowa (V) | 0,2 kW   | 1 grudnia 2016              |
| lubelskie           | RTCN        | Zamość/Tarnawatka            | 226,5 MHz           | 12    | kierunkowa (D)                 | pozioma (H) | 40 kW    | 25 października 2016        |
| lubelskie           | RTCN        | Lublin/Piaski                | 226,5 MHz           | 12    | kierunkowa (D)                 | pozioma (H) | 35 kW    | 25 października 2016        |
| lubelskie           | RTCN        | Lublin/Boży Dar              | 226,5 MHz           | 12    | kierunkowa (D)                 | pozioma (H) | 30 kW    | 30 marca 2017               |
| lubelskie           | RTCN        | Dęblin/Ryki                  | 191,5 MHz           | 7     | kierunkowa (D)                 | pionowa (V) | 8 kW     | 28 października 2016        |
| lubuskie            | RTCN        | Zielona Góra/Jemiołów        | 198,5 MHz           | 8     | kierunkowa (D)                 | pionowa (V) | 22 kW    | 25 października 2016        |
| lubuskie            | RTCN        | Żagań/Wichów                 | 198,5 MHz           | 8     | kierunkowa (D)                 | pionowa (V) | 20 kW    | 7 listopada 2016            |
| łódzkie             | RTCN        | Łódź/Zygry                   | 205,5 MHz           | 9     | kierunkowa (D)                 | pozioma (H) | 25 kW    | 1 sierpnia 2016             |
| łódzkie             | TSR         | Kamieńsk/Zwałowisko          | 205,5 MHz           | 9     | kierunkowa (D)                 | pozioma (H) | 5 kW     | 28 czerwca 2017             |
| małopolskie         | RTCN        | Kraków/Chorągwica            | 191,5 MHz           | 7     | kierunkowa (D)                 | pionowa (V) | 10 kW    | 1 sierpnia 2016             |
| małopolskie         | RTON        | Tarnów/Góra Świętego Marcina | 191,5 MHz           | 7     | kierunkowa (D)                 | pozioma (H) | 3 kW     | 23 grudnia 2016             |
| małopolskie         | RTON        | Szczawnica/Przehyba          | 191,5 MHz           | 7     | kierunkowa (D)                 | pionowa (V) | 1,6 kW   | 26 maja 2017                |
| małopolskie         | TON         | Strzeżów/Miechów             | 191,5 MHz           | 7     | kierunkowa (D)                 | pionowa (V) | 1,5 kW   | 31 marca 2017               |
| małopolskie         | RTON        | Zakopane/Gubałówka           | 191,5 MHz           | 7     | kierunkowa (D)                 | pionowa (V) | 0,5 kW   | 31 marca 2017               |
| małopolskie         | RTON        | Gorlice/Maślana Góra         | 191,5 MHz           | 7     | kierunkowa (D)                 | pozioma (H) | 0,45 kW  | 24 kwietnia 2017            |
| małopolskie         | RTON        | Rabka/Luboń Wielki           | 191,5 MHz           | 7     | kierunkowa (D)                 | pionowa (V) | 0,2 kW   | 1 grudnia 2016              |
| mazowieckie         | TON         | Płock/Radziwie               | 226,5 MHz           | 12    | kierunkowa (D)                 | pionowa (V) | 25 kW    | 30 czerwca 2017             |
| mazowieckie         | RTCN        | Warszawa/PKiN                | 191,5 MHz           | 7     | kierunkowa (D)                 | pozioma (H) | 17 kW    | 1 sierpnia 2016             |
| mazowieckie         | RTON        | Ciechanów/ul. Monte Cassino  | 226,5 MHz           | 12    | kierunkowa (D)                 | pionowa (V) | 16 kW    | 25 października 2016        |
| mazowieckie         | RTCN        | Przysucha/Kozłowiec          | 198,5 MHz           | 8     | kierunkowa (D)                 | pionowa (V) | 15,5 kW  | 25 października 2016        |
| mazowieckie         | RTON        | Ostrołęka/ul. Kopernika      | 226,5 MHz           | 12    | kierunkowa (D)                 | pionowa (V) | 11 kW    | 25 października 2016        |
| mazowieckie         | RTCN        | Płock/Rachocin               | 226,5 MHz           | 12    | kierunkowa (D)                 | pionowa (V) | 10 kW    | 1 stycznia 2017             |
| mazowieckie         | RTCN        | Siedlce/Łosice               | 205,5 MHz           | 9     | kierunkowa (D)                 | pionowa (V) | 10 kW    | 25 października 2016        |
| mazowieckie         | RON         | Radom/ul. Przytycka          | 198,5 MHz           | 8     | kierunkowa (D)                 | pionowa (V) | 8,5 kW   | 25 października 2016        |
| mazowieckie         | SLR         | Chruszczewka                 | 205,5 MHz           | 9     | kierunkowa (D)                 | pionowa (V) | 7 kW     | 1 grudnia 2016              |
| mazowieckie         | RON         | Siedlce/Błonie               | 205,5 MHz           | 9     | kierunkowa (D)                 | pionowa (V) | 5 kW     | 28 kwietnia 2017            |
| mazowieckie         | TON         | Skierniewice/Bartniki        | 191,5 MHz           | 7     | kierunkowa (D)                 | pozioma (H) | 2 kW     | 23 grudnia 2016             |
| opolskie            | SLR         | Wysoka/Góra Świętej Anny     | 184,5 MHz           | 6     | kierunkowa (D)                 | pozioma (H) | 10 kW    | 1 grudnia 2016              |
| podkarpackie        | RTCN        | Rzeszów/Sucha Góra           | 184,5 MHz           | 6     | kierunkowa (D)                 | pionowa (V) | 18 kW    | 1 sierpnia 2016             |
| podkarpackie        | TON         | Tarnobrzeg/Machów            | 198,5 MHz           | 8     | kierunkowa (D)                 | pozioma (H) | 15 kW    | 28 kwietnia 2017            |
| podkarpackie        | RTCN        | Leżajsk/Giedlarowa           | 184,5 MHz           | 6     | kierunkowa (D)                 | pionowa (V) | 11 kW    | 1 czerwca 2017              |
| podkarpackie        | RTCN        | Przemyśl/Tatarska Góra       | 184,5 MHz           | 6     | kierunkowa (D)                 | pionowa (V) | 8 kW     | 7 listopada 2016            |
| podkarpackie        | TON         | Solina/Góra Jawor            | 184,5 MHz           | 6     | kierunkowa (D)                 | pionowa (V) | 1,1 kW   | 1 grudnia 2016              |
| podkarpackie        | SLR         | Głobikowa                    | 184,5 MHz           | 6     | kierunkowa (D)                 | pionowa (V) | 1 kW     | 19 grudnia 2016             |
| podlaskie           | RTCN        | Białystok/Krynice            | 198,5 MHz           | 8     | kierunkowa (D)                 | pozioma (H) | 24 kW    | 31 stycznia 2017            |
| podlaskie           | RTCN        | Suwałki/Krzemianucha         | 191,5 MHz           | 7     | kierunkowa (D)                 | pionowa (V) | 9,5 kW   | 25 października 2016        |
| podlaskie           | TON         | Łomża/Szosa Zambrowska       | 226,5 MHz           | 12    | kierunkowa (D)                 | pionowa (V) | 3 kW     | 27 października 2016        |
| podlaskie           | TON         | Czyże                        | 198,5 MHz           | 8     | kierunkowa (D)                 | pionowa (V) | 2 kW     | 28 kwietnia 2017            |
| pomorskie           | RTCN        | Gdańsk/Chwaszczyno           | 184,5 MHz           | 6     | kierunkowa (D)                 | pionowa (V) | 20 kW    | 1 sierpnia 2016             |
| pomorskie           | RTON        | Lębork/Skórowo Nowe          | 184,5 MHz           | 6     | kierunkowa (D)                 | pionowa (V) | 10 kW    | 25 października 2016        |
| pomorskie           | SLR         | Szymbark                     | 184,5 MHz           | 6     | kierunkowa (D)                 | pionowa (V) | 7 kW     | 28 listopada 2016           |
| pomorskie           | TON         | Człuchów/Szkolna             | 198,5 MHz           | 8     | kierunkowa (D)                 | pozioma (H) | 2 kW     | 28 czerwca 2017             |
| śląskie             | RTCN        | Katowice/Kosztowy            | 184,5 MHz           | 6     | kierunkowa (D)                 | pozioma (H) | 20 kW    | 1 sierpnia 2016             |
| śląskie             | RTCN        | Częstochowa/Wręczyca Wielka  | 205,5 MHz           | 9     | kierunkowa (D)                 | pionowa (V) | 8 kW     | 27 października 2016        |
| śląskie             | RTCN        | Wisła/Skrzyczne              | 191,5 MHz           | 7     | kierunkowa (D)                 | pionowa (V) | 1,5 kW   | 1 grudnia 2016              |
| śląskie             | TSR         | Cieszyn/Mickiewicza          | 184,5 MHz           | 6     | kierunkowa (D)                 | pionowa (V) | 0,04 kW  | 30 marca 2017               |
| świętokrzyskie      | RTCN        | Kielce/Święty Krzyż          | 198,5 MHz           | 8     | kierunkowa (D)                 | pionowa (V) | 10 kW    | 25 października 2016        |
| świętokrzyskie      | SLR         | Dobromierz                   | 205,5 MHz           | 9     | kierunkowa (D)                 | pozioma (H) | 4,2 kW   | 25 października 2016        |
| warmińsko-mazurskie | RTCN        | Olsztyn/Pieczewo             | 205,5 MHz           | 9     | kierunkowa (D)                 | pozioma (H) | 60 kW    | 23 grudnia 2016             |
| warmińsko-mazurskie | RTON        | Iława/Kisielice              | 198,5 MHz           | 8     | kierunkowa (D)                 | pozioma (H) | 6 kW     | 28 listopada 2016           |
| warmińsko-mazurskie | RTON        | Elbląg/Jagodnik              | 184,5 MHz           | 6     | kierunkowa (D)                 | pozioma (H) | 2,8 kW   | 25 października 2016        |
| warmińsko-mazurskie | RTCN        | Giżycko/Miłki                | 191,5 MHz           | 7     | kierunkowa (D)                 | pionowa (V) | 2 kW     | 25 października 2016        |
| wielkopolskie       | RTCN        | Gniezno/Chojna               | 205,5 MHz           | 9     | kierunkowa (D)                 | pionowa (V) | 40 kW    | 1 grudnia 2016              |
| wielkopolskie       | RTCN        | Poznań/Śrem                  | 191,5 MHz           | 7     | kierunkowa (D)                 | pozioma (H) | 22 kW    | 1 grudnia 2016              |
| wielkopolskie       | TON         | Kobyla Góra/Parzynów         | 198,5 MHz           | 8     | kierunkowa (D)                 | pozioma (H) | 15 kW    | 23 grudnia 2016             |
| wielkopolskie       | RTCN        | Konin/Żółwieniec             | 191,5 MHz           | 7     | kierunkowa (D)                 | pionowa (V) | 14 kW    | 25 października 2016        |
| wielkopolskie       | TON         | Oborniki/Uściskowo           | 205,5 MHz           | 9     | kierunkowa (D)                 | pionowa (V) | 5,5 kW   | 24 lipca 2017               |
| wielkopolskie       | SLR         | Kalisz/Chełmce               | 191,5 MHz           | 7     | kierunkowa (D)                 | pionowa (V) | 5 kW     | 25 października 2016        |
| wielkopolskie       | TON         | Zduny/Cukrownia              | 184,5 MHz           | 6     | kierunkowa (D)                 | pionowa (V) | 0,8 kW   | 1 czerwca 2017              |
| wielkopolskie       | TON         | Poznań/AE                    | 205,5 MHz           | 9     | dookólna (ND)                  | pozioma (H) | 0,5 kW   | 28 czerwca 2017             |
| zachodniopomorskie  | RTCN        | Piła/Rusinowo                | 205,5 MHz           | 9     | kierunkowa (D)                 | pionowa (V) | 40 kW    | 31 marca 2017               |
| zachodniopomorskie  | RTCN        | Białogard/Sławoborze         | 191,5 MHz           | 7     | kierunkowa (D)                 | pozioma (H) | 25 kW    | 25 października 2016        |
| zachodniopomorskie  | RTCN        | Szczecin/Kołowo              | 184,5 MHz           | 6     | kierunkowa (D)                 | pozioma (H) | 20 kW    | 25 października 2016        |
| zachodniopomorskie  | RTCN        | Koszalin/Gołogóra            | 191,5 MHz           | 7     | kierunkowa (D)                 | pozioma (H) | 15 kW    | 25 października 2016        |
| zachodniopomorskie  | EKSP        | Grzywacz                     | 184,5 MHz           | 6     | kierunkowa (D)                 | pozioma (H) | 1,2 kW   | 1 czerwca 2017              |

Opracowano na podstawie materiałów źródłowych